# Polynésiens ensemble
Polynésiens ensemble est le nom d'un groupe parlementaire qui s'est récemment[Quand ?] constitué à l'Assemblée de la Polynésie française, formé par des membres qui refusaient la logique d'affrontement entre les indépendantistes de l'Union pour la démocratie et ceux, autonomistes, du Tahoeraa huiraatira.
Se voulant au milieu de l'échiquier politique polynésien, les deux petits partis autonomistes Fetia Api (« Nouvelle étoile ») et No oe e te nunaa (« Pour toi et le peuple »), soutenus par l'UDF et désormais le Mouvement démocrate, faisant charnière en étant au centre. D'autres partis autonomistes, dissidents des deux camps, comme l'Ai'a Api, les rejoignant ensuite, ils ont formé, à l'exception du Fetia Api resté parmi les non-inscrits, un groupe baptisé « Polynésiens ensemble » à l'Assemblée polynésienne. Depuis fin 2006, ce groupe a formé alors une nouvelle majorité avec le Tahoeraa huiraatira dans une coalition désignée sous le nom de « Plateforme autonomiste », après avoir voté une motion de censure qui a fait chuter le gouvernement d'Oscar Temaru.
Depuis le 17 mai 2007, il comprend 11 membres (+ 4 en provenance du Tahoeraa) sur 57 parlementaires :
- Emma Algan · îles du Vent
- Jean-Christophe Bouissou · îles du Vent
- Marcelin Lisan · îles Sous-le-Vent
- Emma Maraea · îles Sous-le-Vent
- Teina Maraeura · Tuamotu Ouest
- Eleanor Parker · Tuamotu Ouest
- Paul Ropiteau · îles Sous-le-Vent
- Mautaina Taki · Tuamotu Ouest
- Hirohiti Tefaarere · îles Sous-le-Vent
- Sylviane Terooatea · îles Sous-le-Vent
- Émile Vernaudon · îles du Vent